# LaFayette (New York)
LaFayette est une ville du comté d'Onondaga, dans l'État de New York, aux États-Unis,. En 2010, elle comptait une population de 4 952 habitants.

## Démographie
Lors du recensement de 2010, la ville comptait une population de 4 952 habitants. Elle est estimée, en 2016, à 4 894 habitants.